# カンザス州の都市圏の一覧
本項目はカンザス州の都市圏の一覧（カンザスしゅうのとしけんのいちらん）である。
アメリカ合衆国国勢調査局は、カンザス州に合同統計地域（CSA/広域都市圏）3ヶ所、大都市統計地域（MSA/都市圏）7ヶ所、および小都市統計地域（μSA/小都市圏）13ヶ所を定義している。下表には、左列より以下の情報を示す。
- 合同統計地域（定義されている場合）の名称
- 合同統計地域の人口
- コアベース統計地域（大都市統計地域および小都市統計地域）の名称
- コアベース統計地域の人口
- 各統計地域に含まれる郡の名称
- 各統計地域に含まれる郡の人口

なお、下表においては、カンザス州と他州にまたがる合同統計地域およびコアベース統計地域については、名称と統計地域の総人口を青緑色で、カンザス州内の人口を黒色でそれぞれ示す。また、他州のコアベース統計地域および郡については、その名称と人口を緑色でそれぞれ示す。
下表における人口の数値はすべて2020年に行われた国勢調査時のものである。また、合同統計地域、コアベース統計地域（大都市統計地域・小都市統計地域）のいずれも、2023年7月21日時点での定義に従う。
| 合同統計地域                                                   | 人口                | コアベース統計地域                           | 人口              | 郡                         | 人口    |
| -------------------------------------------------------------- | ------------------- | -------------------------------------------- | ----------------- | -------------------------- | ------- |
| カンザスシティ・オーバーランドパーク・カンザスシティ広域都市圏 | 2,528,644 1,073,410 | カンザスシティ都市圏                         | 2,192,035 904,771 | ミズーリ州ジャクソン郡     | 717,204 |
| カンザスシティ・オーバーランドパーク・カンザスシティ広域都市圏 | 2,528,644 1,073,410 | カンザスシティ都市圏                         | 2,192,035 904,771 | ジョンソン郡               | 609,863 |
| カンザスシティ・オーバーランドパーク・カンザスシティ広域都市圏 | 2,528,644 1,073,410 | カンザスシティ都市圏                         | 2,192,035 904,771 | ミズーリ州クレイ郡         | 253,335 |
| カンザスシティ・オーバーランドパーク・カンザスシティ広域都市圏 | 2,528,644 1,073,410 | カンザスシティ都市圏                         | 2,192,035 904,771 | ワイアンドット郡           | 169,245 |
| カンザスシティ・オーバーランドパーク・カンザスシティ広域都市圏 | 2,528,644 1,073,410 | カンザスシティ都市圏                         | 2,192,035 904,771 | ミズーリ州カス郡           | 107,824 |
| カンザスシティ・オーバーランドパーク・カンザスシティ広域都市圏 | 2,528,644 1,073,410 | カンザスシティ都市圏                         | 2,192,035 904,771 | ミズーリ州プラット郡       | 106,718 |
| カンザスシティ・オーバーランドパーク・カンザスシティ広域都市圏 | 2,528,644 1,073,410 | カンザスシティ都市圏                         | 2,192,035 904,771 | レブンワース郡             | 81,881  |
| カンザスシティ・オーバーランドパーク・カンザスシティ広域都市圏 | 2,528,644 1,073,410 | カンザスシティ都市圏                         | 2,192,035 904,771 | マイアミ郡                 | 34,191  |
| カンザスシティ・オーバーランドパーク・カンザスシティ広域都市圏 | 2,528,644 1,073,410 | カンザスシティ都市圏                         | 2,192,035 904,771 | ミズーリ州ラファイエット郡 | 32,984  |
| カンザスシティ・オーバーランドパーク・カンザスシティ広域都市圏 | 2,528,644 1,073,410 | カンザスシティ都市圏                         | 2,192,035 904,771 | ミズーリ州レイ郡           | 23,158  |
| カンザスシティ・オーバーランドパーク・カンザスシティ広域都市圏 | 2,528,644 1,073,410 | カンザスシティ都市圏                         | 2,192,035 904,771 | ミズーリ州クリントン郡     | 21,184  |
| カンザスシティ・オーバーランドパーク・カンザスシティ広域都市圏 | 2,528,644 1,073,410 | カンザスシティ都市圏                         | 2,192,035 904,771 | ミズーリ州ベイツ郡         | 16,042  |
| カンザスシティ・オーバーランドパーク・カンザスシティ広域都市圏 | 2,528,644 1,073,410 | カンザスシティ都市圏                         | 2,192,035 904,771 | リン郡                     | 9,591   |
| カンザスシティ・オーバーランドパーク・カンザスシティ広域都市圏 | 2,528,644 1,073,410 | カンザスシティ都市圏                         | 2,192,035 904,771 | ミズーリ州コールドウェル郡 | 8,815   |
| カンザスシティ・オーバーランドパーク・カンザスシティ広域都市圏 | 2,528,644 1,073,410 | セントジョセフ都市圏                         | 121,467 7,510     | ミズーリ州ブキャナン郡     | 84,793  |
| カンザスシティ・オーバーランドパーク・カンザスシティ広域都市圏 | 2,528,644 1,073,410 | セントジョセフ都市圏                         | 121,467 7,510     | ミズーリ州アンドリュー郡   | 18,135  |
| カンザスシティ・オーバーランドパーク・カンザスシティ広域都市圏 | 2,528,644 1,073,410 | セントジョセフ都市圏                         | 121,467 7,510     | ミズーリ州デカルブ郡       | 11,029  |
| カンザスシティ・オーバーランドパーク・カンザスシティ広域都市圏 | 2,528,644 1,073,410 | セントジョセフ都市圏                         | 121,467 7,510     | ドニファン郡               | 7,510   |
| カンザスシティ・オーバーランドパーク・カンザスシティ広域都市圏 | 2,528,644 1,073,410 | ローレンス都市圏                             | 118,785           | ダグラス郡                 | 118,785 |
| カンザスシティ・オーバーランドパーク・カンザスシティ広域都市圏 | 2,528,644 1,073,410 | ウォーレンズバーグ小都市圏                   | 54,013            | ミズーリ州ジョンソン郡     | 54,013  |
| カンザスシティ・オーバーランドパーク・カンザスシティ広域都市圏 | 2,528,644 1,073,410 | オタワ小都市圏                               | 25,996            | フランクリン郡             | 25,996  |
| カンザスシティ・オーバーランドパーク・カンザスシティ広域都市圏 | 2,528,644 1,073,410 | アッチソン小都市圏                           | 16,348            | アッチソン郡               | 16,348  |
| ウィチタ・アーカンザスシティ・ウィンフィールド広域都市圏       | 682,159             | ウィチタ都市圏                               | 647,610           | セジウィック郡             | 523,824 |
| ウィチタ・アーカンザスシティ・ウィンフィールド広域都市圏       | 682,159             | ウィチタ都市圏                               | 647,610           | バトラー郡                 | 67,380  |
| ウィチタ・アーカンザスシティ・ウィンフィールド広域都市圏       | 682,159             | ウィチタ都市圏                               | 647,610           | ハーベイ郡                 | 34,024  |
| ウィチタ・アーカンザスシティ・ウィンフィールド広域都市圏       | 682,159             | ウィチタ都市圏                               | 647,610           | サムナー郡                 | 22,382  |
| ウィチタ・アーカンザスシティ・ウィンフィールド広域都市圏       | 682,159             | アーカンザスシティ・ウィンフィールド小都市圏 | 34,549            | カウリー郡                 | 34,549  |
|                                                                |                     | トピカ都市圏                                 | 233,152           | ショーニー郡               | 178,909 |
| ジェファーソン郡                                               | 18,368              | トピカ都市圏                                 | 233,152           |                            |         |
| オーセージ郡                                                   | 15,766              | トピカ都市圏                                 | 233,152           |                            |         |
| ジャクソン郡                                                   | 13,232              | トピカ都市圏                                 | 233,152           |                            |         |
| ワボンシー郡                                                   | 6,877               | トピカ都市圏                                 | 233,152           |                            |         |
|                                                                |                     | マンハッタン都市圏                           | 134,046           | ライリー郡                 | 71,959  |
| ギアリー郡                                                     | 36,739              | マンハッタン都市圏                           | 134,046           |                            |         |
| ポタワトミー郡                                                 | 25,348              | マンハッタン都市圏                           | 134,046           |                            |         |
|                                                                |                     | ハッチンソン小都市圏                         | 61,898            | リノ郡                     | 61,898  |
|                                                                |                     | サライナ小都市圏                             | 60,038            | セイリーン郡               | 54,303  |
| オタワ郡                                                       | 5,735               | サライナ小都市圏                             | 60,038            |                            |         |
|                                                                |                     | ピッツバーグ小都市圏                         | 38,972            | クロフォード郡             | 38,972  |
|                                                                |                     | ガーデンシティ小都市圏                       | 38,470            | フィニー郡                 | 38,470  |
|                                                                |                     | エンポリア小都市圏                           | 34,751            | ライアン郡                 | 32,179  |
| チェイス郡                                                     | 2,572               | エンポリア小都市圏                           | 34,751            |                            |         |
|                                                                |                     | ドッジシティ小都市圏                         | 34,287            | フォード郡                 | 34,287  |
|                                                                |                     | マクファーソン小都市圏                       | 30,223            | マクファーソン郡           | 30,223  |
|                                                                |                     | ヘイズ小都市圏                               | 28,934            | エリス郡                   | 28,934  |
|                                                                |                     | グレートベンド小都市圏                       | 25,493            | バートン郡                 | 25,493  |
|                                                                |                     | リベラル小都市圏                             | 21,964            | スワード郡                 | 21,964  |
| ジョプリン・マイアミ広域都市圏                                 | 231,056 19,362      | ジョプリン都市圏                             | 200,771 19,362    | ミズーリ州ジャスパー郡     | 122,761 |
| ジョプリン・マイアミ広域都市圏                                 | 231,056 19,362      | ジョプリン都市圏                             | 200,771 19,362    | ミズーリ州ニュートン郡     | 58,648  |
| ジョプリン・マイアミ広域都市圏                                 | 231,056 19,362      | ジョプリン都市圏                             | 200,771 19,362    | チェロキー郡               | 19,362  |
| ジョプリン・マイアミ広域都市圏                                 | 231,056 19,362      | マイアミ小都市圏                             | 30,285            | オクラホマ州オタワ郡       | 30,285  |
| （設定無し）                                                   | （設定無し）        | （設定無し）                                 | （設定無し）      | モントゴメリー郡           | 31,486  |
| （設定無し）                                                   | （設定無し）        | （設定無し）                                 | （設定無し）      | ラベット郡                 | 20,184  |
| （設定無し）                                                   | （設定無し）        | （設定無し）                                 | （設定無し）      | ディキンソン郡             | 18,402  |
| （設定無し）                                                   | （設定無し）        | （設定無し）                                 | （設定無し）      | ネオショ郡                 | 15,904  |
| （設定無し）                                                   | （設定無し）        | （設定無し）                                 | （設定無し）      | バーボン郡                 | 14,360  |
| （設定無し）                                                   | （設定無し）        | （設定無し）                                 | （設定無し）      | アレン郡                   | 12,526  |
| （設定無し）                                                   | （設定無し）        | （設定無し）                                 | （設定無し）      | マリオン郡                 | 11,823  |
| （設定無し）                                                   | （設定無し）        | （設定無し）                                 | （設定無し）      | ネマハ郡                   | 10,273  |
| （設定無し）                                                   | （設定無し）        | （設定無し）                                 | （設定無し）      | マーシャル郡               | 10,038  |
| （設定無し）                                                   | （設定無し）        | （設定無し）                                 | （設定無し）      | ブラウン郡                 | 9,508   |
| （設定無し）                                                   | （設定無し）        | （設定無し）                                 | （設定無し）      | ライス郡                   | 9,427   |
| （設定無し）                                                   | （設定無し）        | （設定無し）                                 | （設定無し）      | プラット郡                 | 9,157   |
| （設定無し）                                                   | （設定無し）        | （設定無し）                                 | （設定無し）      | クラウド郡                 | 9,032   |
| （設定無し）                                                   | （設定無し）        | （設定無し）                                 | （設定無し）      | ウィルソン郡               | 8,624   |
| （設定無し）                                                   | （設定無し）        | （設定無し）                                 | （設定無し）      | コフィー郡                 | 8,360   |
| （設定無し）                                                   | （設定無し）        | （設定無し）                                 | （設定無し）      | クレイ郡                   | 8,117   |
| （設定無し）                                                   | （設定無し）        | （設定無し）                                 | （設定無し）      | トーマス郡                 | 7,930   |
| （設定無し）                                                   | （設定無し）        | （設定無し）                                 | （設定無し）      | アンダーソン郡             | 7,836   |
| （設定無し）                                                   | （設定無し）        | （設定無し）                                 | （設定無し）      | キングマン郡               | 7,470   |
| （設定無し）                                                   | （設定無し）        | （設定無し）                                 | （設定無し）      | グラント郡                 | 7,352   |
| （設定無し）                                                   | （設定無し）        | （設定無し）                                 | （設定無し）      | ラッセル郡                 | 6,691   |
| （設定無し）                                                   | （設定無し）        | （設定無し）                                 | （設定無し）      | エルズワース郡             | 6,376   |
| （設定無し）                                                   | （設定無し）        | （設定無し）                                 | （設定無し）      | ポーニー郡                 | 6,253   |
| （設定無し）                                                   | （設定無し）        | （設定無し）                                 | （設定無し）      | グリーンウッド郡           | 6,016   |
| （設定無し）                                                   | （設定無し）        | （設定無し）                                 | （設定無し）      | シャーマン郡               | 5,927   |
| （設定無し）                                                   | （設定無し）        | （設定無し）                                 | （設定無し）      | ミッチェル郡               | 5,796   |
| （設定無し）                                                   | （設定無し）        | （設定無し）                                 | （設定無し）      | グレイ郡                   | 5,653   |
| （設定無し）                                                   | （設定無し）        | （設定無し）                                 | （設定無し）      | ワシントン郡               | 5,530   |
| （設定無し）                                                   | （設定無し）        | （設定無し）                                 | （設定無し）      | ハーパー郡                 | 5,485   |
| （設定無し）                                                   | （設定無し）        | （設定無し）                                 | （設定無し）      | ノートン郡                 | 5,459   |
| （設定無し）                                                   | （設定無し）        | （設定無し）                                 | （設定無し）      | モリス郡                   | 5,386   |
| （設定無し）                                                   | （設定無し）        | （設定無し）                                 | （設定無し）      | スティーブンズ郡           | 5,250   |
| （設定無し）                                                   | （設定無し）        | （設定無し）                                 | （設定無し）      | スコット郡                 | 5,151   |
| （設定無し）                                                   | （設定無し）        | （設定無し）                                 | （設定無し）      | フィリップス郡             | 4,981   |
| （設定無し）                                                   | （設定無し）        | （設定無し）                                 | （設定無し）      | ルークス郡                 | 4,919   |
| （設定無し）                                                   | （設定無し）        | （設定無し）                                 | （設定無し）      | リパブリック郡             | 4,674   |
| （設定無し）                                                   | （設定無し）        | （設定無し）                                 | （設定無し）      | バーバー郡                 | 4,228   |
| （設定無し）                                                   | （設定無し）        | （設定無し）                                 | （設定無し）      | スタッフォード郡           | 4,072   |
| （設定無し）                                                   | （設定無し）        | （設定無し）                                 | （設定無し）      | ミード郡                   | 4,055   |
| （設定無し）                                                   | （設定無し）        | （設定無し）                                 | （設定無し）      | カーニー郡                 | 3,983   |
| （設定無し）                                                   | （設定無し）        | （設定無し）                                 | （設定無し）      | ハスケル郡                 | 3,780   |
| （設定無し）                                                   | （設定無し）        | （設定無し）                                 | （設定無し）      | スミス郡                   | 3,570   |
| （設定無し）                                                   | （設定無し）        | （設定無し）                                 | （設定無し）      | オズボーン郡               | 3,500   |
| （設定無し）                                                   | （設定無し）        | （設定無し）                                 | （設定無し）      | シャトークア郡             | 3,379   |
| （設定無し）                                                   | （設定無し）        | （設定無し）                                 | （設定無し）      | ウッドソン郡               | 3,115   |
| （設定無し）                                                   | （設定無し）        | （設定無し）                                 | （設定無し）      | ラッシュ郡                 | 2,956   |
| （設定無し）                                                   | （設定無し）        | （設定無し）                                 | （設定無し）      | リンカーン郡               | 2,939   |
| （設定無し）                                                   | （設定無し）        | （設定無し）                                 | （設定無し）      | ジュエル郡                 | 2,932   |
| （設定無し）                                                   | （設定無し）        | （設定無し）                                 | （設定無し）      | エドワーズ郡               | 2,907   |
| （設定無し）                                                   | （設定無し）        | （設定無し）                                 | （設定無し）      | トレゴ郡                   | 2,808   |
| （設定無し）                                                   | （設定無し）        | （設定無し）                                 | （設定無し）      | モートン郡                 | 2,701   |
| （設定無し）                                                   | （設定無し）        | （設定無し）                                 | （設定無し）      | ネス郡                     | 2,687   |
| （設定無し）                                                   | （設定無し）        | （設定無し）                                 | （設定無し）      | ディケーター郡             | 2,764   |
| （設定無し）                                                   | （設定無し）        | （設定無し）                                 | （設定無し）      | ローガン郡                 | 2,762   |
| （設定無し）                                                   | （設定無し）        | （設定無し）                                 | （設定無し）      | ゴーブ郡                   | 2,718   |
| （設定無し）                                                   | （設定無し）        | （設定無し）                                 | （設定無し）      | シャイアン郡               | 2,616   |
| （設定無し）                                                   | （設定無し）        | （設定無し）                                 | （設定無し）      | ローリンズ郡               | 2,561   |
| （設定無し）                                                   | （設定無し）        | （設定無し）                                 | （設定無し）      | ハミルトン郡               | 2,518   |
| （設定無し）                                                   | （設定無し）        | （設定無し）                                 | （設定無し）      | エルク郡                   | 2,483   |
| （設定無し）                                                   | （設定無し）        | （設定無し）                                 | （設定無し）      | シェリダン郡               | 2,447   |
| （設定無し）                                                   | （設定無し）        | （設定無し）                                 | （設定無し）      | カイオワ郡                 | 2,460   |
| （設定無し）                                                   | （設定無し）        | （設定無し）                                 | （設定無し）      | グラハム郡                 | 2,415   |
| （設定無し）                                                   | （設定無し）        | （設定無し）                                 | （設定無し）      | ウィチタ郡                 | 2,152   |
| （設定無し）                                                   | （設定無し）        | （設定無し）                                 | （設定無し）      | スタントン郡               | 2,084   |
| （設定無し）                                                   | （設定無し）        | （設定無し）                                 | （設定無し）      | クラーク郡                 | 1,991   |
| （設定無し）                                                   | （設定無し）        | （設定無し）                                 | （設定無し）      | ホッジマン郡               | 1,723   |
| （設定無し）                                                   | （設定無し）        | （設定無し）                                 | （設定無し）      | コマンチ郡                 | 1,689   |
| （設定無し）                                                   | （設定無し）        | （設定無し）                                 | （設定無し）      | レーン郡                   | 1,574   |
| （設定無し）                                                   | （設定無し）        | （設定無し）                                 | （設定無し）      | ウォレス郡                 | 1,512   |
| （設定無し）                                                   | （設定無し）        | （設定無し）                                 | （設定無し）      | グリーリー郡               | 1,284   |

## 註
1. ↑  QuickFacts. U.S. Census Bureau. 2020年.
2. ↑  OMB Bulletin No. 23-01, Revised Delineations of Metropolitan Statistical Areas, Micropolitan Statistical Areas, and Combined Statistical Areas, and Guidance on Uses of the Delineations of These Areas. Office of Management and Budget. 2023年7月21日.